# Samus Aran
Samus Aran (サムス・アラン Samusu Aran?), es un personaje de videojuegos creado por Nintendo, protagonista de la saga de Metroid, siendo introducida en el primer videojuego de 1986.
Samus se presenta como una exsoldado de la Federación Galáctica que se convirtió en una cazarrecompensas. Generalmente equipada con una armadura exoesqueleta, —denominada «Traje de Poder» (Power Suit en inglés)—, el cual está equipado con diferentes armas de energía, misiles u otro material de apoyo. A lo largo de la serie, realiza diversas misiones que la Federación Galáctica le encomienda mientras caza a los Piratas Espaciales y su líder Ridley, junto con los organismos parásitos que drenan la energía de los seres vivos llamados Metroids.
Samus ha aparecido en todos los videojuegos de la saga, y en medios fuera de esta, como en la serie Super Smash Bros, y en la versión de cómic de Captain N: The Game Master. Es reconocida como una de las primeras protagonistas femeninas en la historia de los videojuegos y ha seguido siendo un personaje popular de Nintendo más de treinta años después de su primera aparición.

## Personaje

### Apariencia y equipo

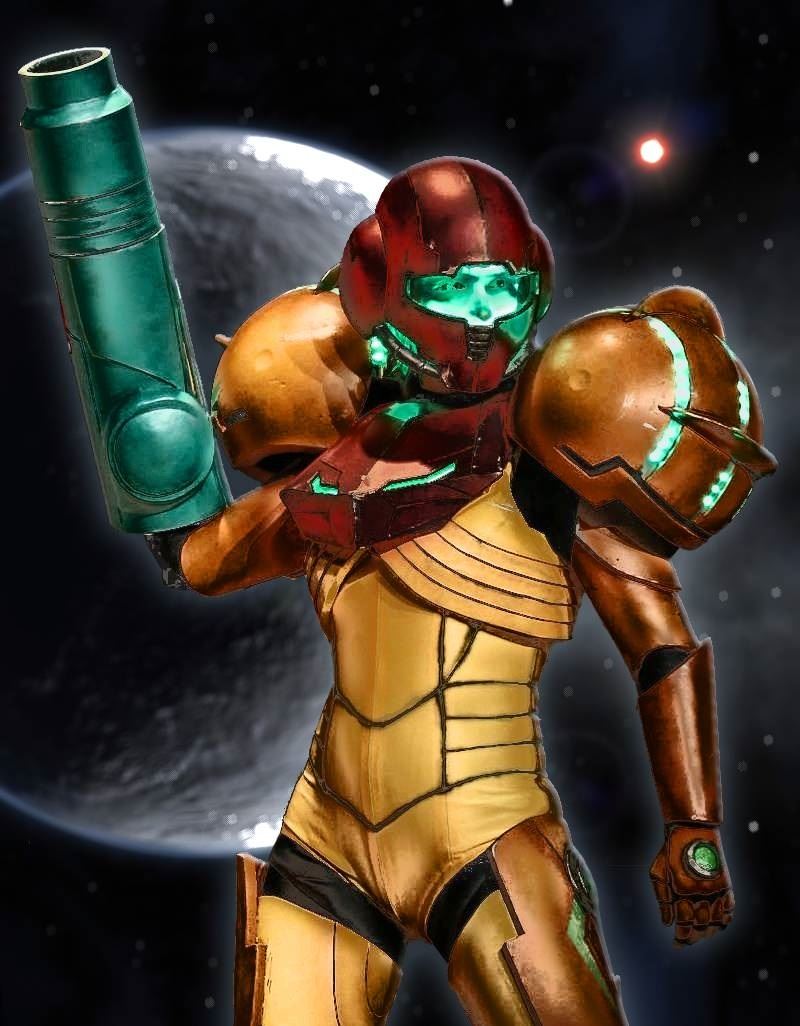
Cosplayer de Samus con la armadura «Power Suit».

«Morph Ball».

Samus Aran suele verse usando su «Power Suit», una armadura exoesquelética que la protege de la mayoría de los peligros con los que se encuentra y que se puede mejorar con los poderes acumulados durante el juego. En lo que respecta al ataque, su traje cuenta con un cañón en el brazo derecho, el cual puede disparar varios rayos de energía, o misiles. En todos los juegos de la saga, Samus puede recolectar diferentes power-ups que pueden mejorar las habilidades de Samus, así como a su traje y su armamento, lo cual garantiza que se tenga acceso a otro tipo de secciones que anteriormente resultaban inaccesibles. De entre los power-ups que se incluyen en el juego, destaca la «Morph Ball» —«morfósfera» en español—, la cual le permite a Samus enrollarse en una pequeña pelota y poder adentrarse en los túneles y poder utilizar las bombas; el «Screw Attack» —«ataque espiral»— es un movimiento similar a un salto mortal que puede destruir a los enemigos que interponen en su camino. Además de los enemigos comunes, Samus se topa varias veces con ciertos jefes que ella necesita derrotar para poder avanzar. Si el jugador mata a un enemigo normal, éste puede soltar energía o municiones, en tanto que si derrota a un jefe, Samus incrementa su capacidad para llevar municiones, además de que se desbloquea la puerta para acceder al final de cada área. Además, su visor le permite ver en la oscuridad y se puede usar para escanear objetos para aprender más sobre ellos, dicha característica fue introducida en Metroid Prime. Aparte de su Power Suit, Samus también posee una nave de combate llamada «Gunship», que se utiliza en los juegos para salvar el progreso y restaurar su salud y municiones.

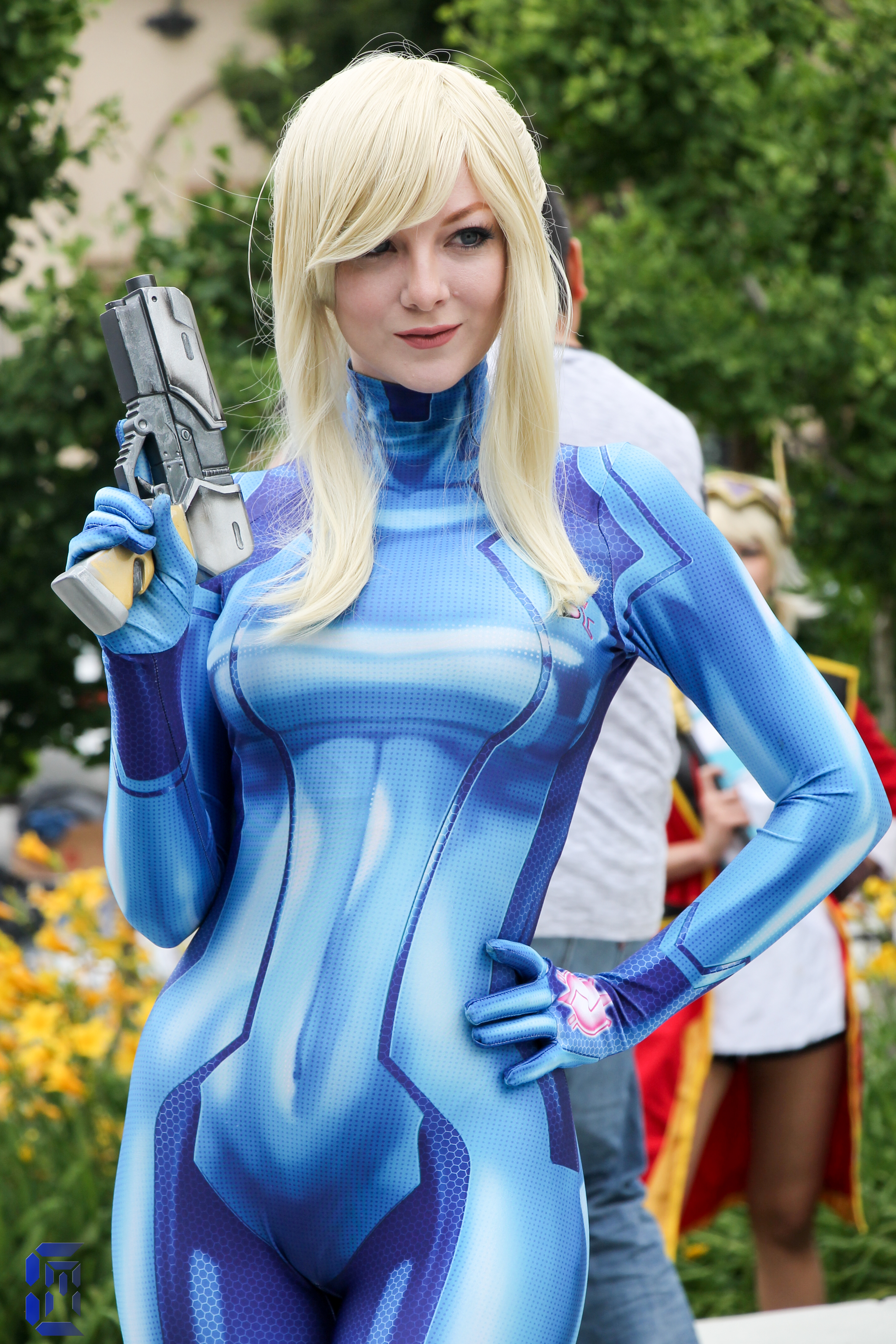
Cosplayer de Samus portando el «Zero Suit» y el «Paralyzer»,

Las instancias de Samus que aparecen sin el traje de poder se producen principalmente en cinemáticas, especialmente al final de los créditos del juego, en el que se la muestra en prendas más reveladoras, que se desbloquean según el nivel de dificultad, objetos conseguidos, el tiempo que se tomó al completar el juego. En Metroid: Zero Mission se introdujo el «Zero Suit» («Traje Zero» en español), un traje ajustado de cuerpo entero (que también le cubre las manos y los pies) que se pone debajo del Power Suit. En Metroid: Other M, se revela que el Zero Suit es capaz de materializar casi instantáneamente el Power Suit desde dentro de sí mismo. En traje Zero, Samus cuenta con una pistola de emergencia «Paralyzer» que aturde a sus enemigos y sirve de látigo.
La Guía de Super Metroid describe a Samus como una mujer musculosa que mide 6 pies 3 pulgadas (1.96 m) de altura y pesa 198 libras (90 kg) sin su traje de energía, sin embargo, su altura y peso estaban ligeramente mal traducidos. En realidad, estas mediciones se realizan mientras ella está usando su traje de energía, según lo confirmó la página oficial de Nintendo que detalla las capacidades de su traje de energía. Otros juegos que presentan a Samus sin su armadura, son Metroid Fusion, Metroid: Zero Mission y en la franquicia de Super Smash Bros. para Nintendo 3DS y Wii U, en donde reafirman su musculatura mencionada, aunque su apariencia sea más delgada en lugar de voluminosa, en Super Smash Bros. Ultimate, Samus es de los 8 personajes disponibles, mientras que Samus Zero y Samus Oscura son dos de los personajes 69 secretos.

### Trasfondo

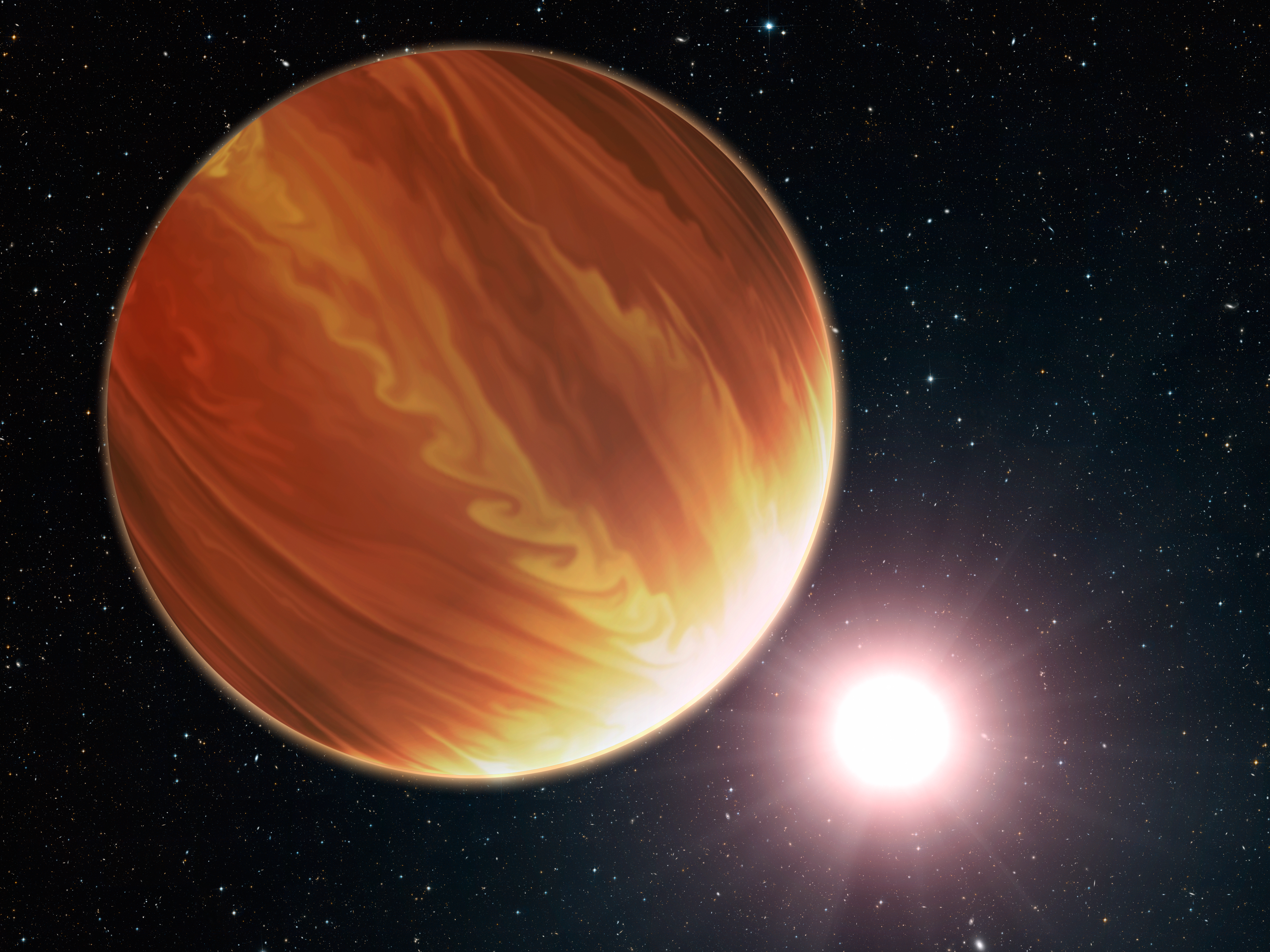
Samus se crío en el planeta Zebes adoptada por los Chozo, una raza alienígena. La franquicia Metroid se desarrolla en un universo de ciencia ficción con una atmósfera oscura y solitaria, a diferencia de las franquicias clásicas de Nintendo (imagen artística de un exoplaneta).

El e-manga de Metroid relata los orígenes de Samus. Nació y se crio en la colonia minera de la Tierra K-2L, y cuando era una niña, el planeta fue asaltado por Piratas Espaciales liderados por Ridley en un ataque que mató a sus padres y destruyó la colonia. Una huérfana Samus sobrevive al ataque y es encontrada por una raza alienígena parecida a un ave conocida como Chozo, quienes la llevan a su planeta de origen, Zebes. Para preservar su vida y asegurarse de que su estado de "Protector de la Galaxia" se cumpliera, los Chozo infundieron su ADN en Samus, lo que le otorgó unas habilidades físicas sobrehumana y una fuerte resistencia a entornos extraños. Además, la entrenaron en combate equipándola con uno de sus artefactos, el “traje de Poder”.
Después de completar su entrenamiento y que los Chozo le concediera su nueva armadura, Samus se alistó en la Federación Galáctica en un momento desconocido después de dejar a los Chozo, pero debido a los desacuerdos con su oficial al mando, Adam Malkovich, Samus comenzó a trabajar como cazarrecompensas independiente, y desde entonces solo trabaja con la Federación Galáctica para ejecutar misiones siendo ella muchas veces escogida "debido a sus habilidades superiores y su sentido de la justicia". La mayoría de sus misiones giran alrededor de la galaxia mientras se deshacen de elementos indeseables o peligrosos, especialmente los enigmáticos organismos conocidos como los Metroids, que pueden drenar la energía vital y son frecuentemente buscados como armas biológicas debido a su extrema durabilidad.

## Desarrollo
Durante el desarrollo de Metroid, Sakamoto explica que cuando hablaban sobre ofrecer distintos finales en dicho juego dependiendo de lo que tardaran los jugadores en terminar el juego, Kiyotake añade podrían sorprender a todo el mundo cuando Samus se quitara el casco. El cocreador de la serie, Yoshio Sakamoto recuerda: «Estábamos en un punto intermedio del proceso de desarrollo cuando uno de los miembros del personal dijo: "Oye, ¿no sería genial si resulta que la persona dentro del traje fuese una mujer?"». Ni Yoshio Sakamoto ni Hirokazu Tanaka recuerdan quién fue quien hizo tal sugerencia, pero Sakamoto cree que fue alguien que ya abandonó la compañía. Los desarrolladores votaron a favor del concepto, y fue aprobado.

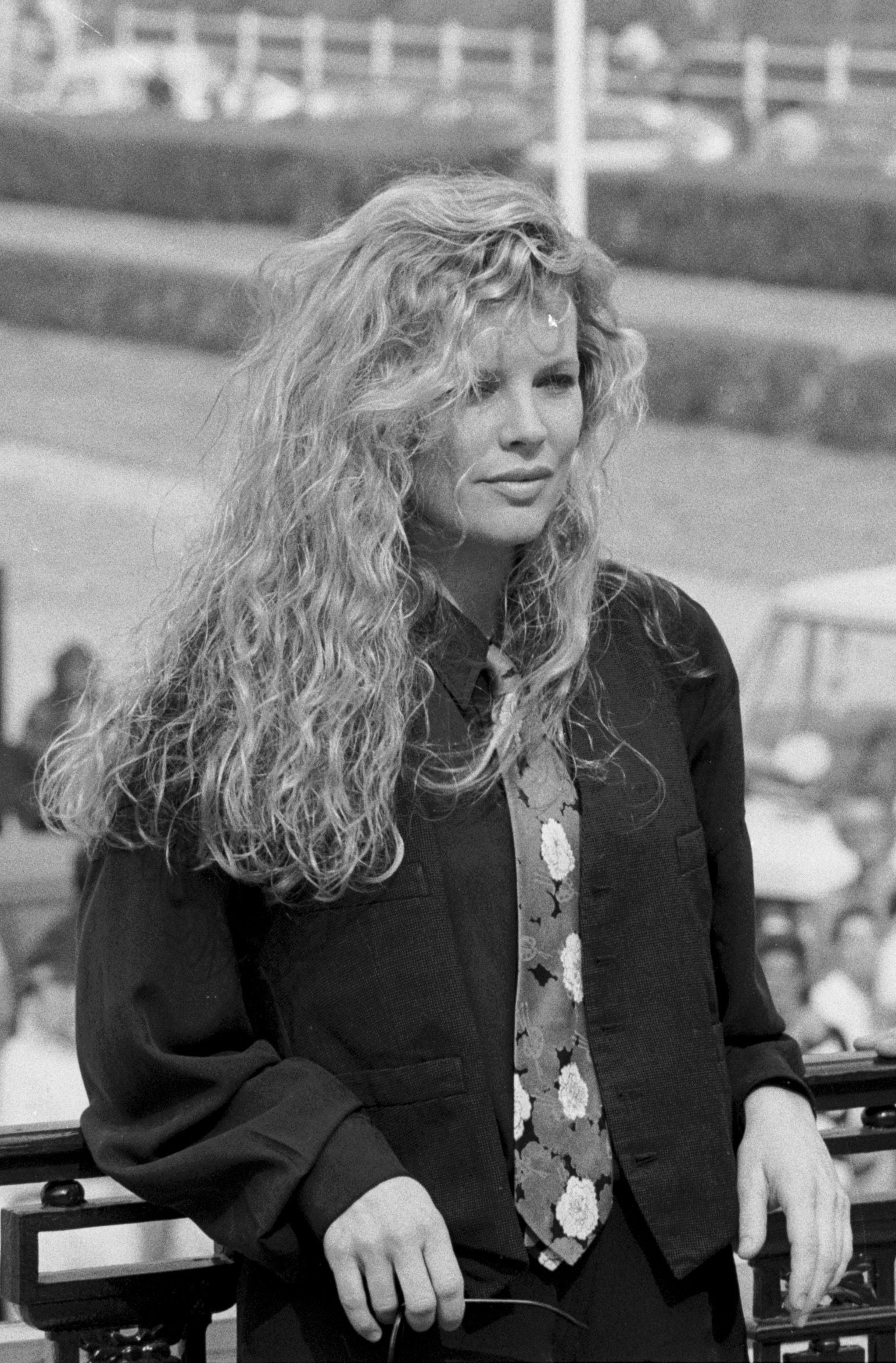
Kim Basinger, actriz estadounidense cuya apariencia sirvió de inspiración para al físico de Samus.

El estilo de juego original de Metroid fue diseñado para ser un cruce entre el modo de juego de desplazamiento lateral de los juegos de Super Mario, la exploración y resolución de rompecabezas al estilo de The Legend of Zelda, enfocándose mucho más en el género de la ciencia ficción. Los personajes del juego fueron creados por Makoto Kano, mientras que Hiroji Kiyotake se encargó del diseño de la protagonista. Samus es capaz de convertirse en una pequeña esfera para poder rodar a través de áreas estrechas. La característica de Samus de convertirse en una bola para viajar a través de áreas estrechas se llamó inicialmente Maru Mari (que significa "bola redonda" en japonés) antes de que luego se volviera a marcar como la «Morph Ball» en Super Metroid. Dicha modalidad fue concebida por los desarrolladores, ya que según ellos, «se requiere menos esfuerzo para animar que un cyborg arrastrándose en cuatro patas», y el productor de Metroid, Gunpei Yokoi acabó sacando provecho de este recurso en las siguientes adaptaciones. La atmósfera del juego fue influenciada por la película de Ridley Scott, Alien: el octavo pasajero (1979). El nombre del archienemigo de Samus (Ridley) proviene del nombre del director de dicha película. El manual de instrucciones del juego se refiere a Samus como si fuera hombre para mantener su verdadero género en secreto hasta el final del juego: "Él es un cíborg: su cuerpo entero ha sido quirúrgicamente fortalecido con partes robóticas, dándole sus superpoderes".
Samus fue una de las primeras protagonistas femeninas de un videojuego. Sakamoto señaló que durante el transcurso de la serie Metroid, los desarrolladores constantemente tratan de expresar la feminidad de Samus sin convertirla en un objeto sexual. Para crear la apariencia física de Samus, decidieron basarse en la actriz Kim Basinger, más concretamente en sus películas 91⁄2 Weeks y Mi novia es una extraterrestre, mientras que su trasfondo como guerrera se basó más en la actriz Sigourney Weaver en su papel de Ellen Ripley en Aliens.
Kiyotake le dio el nombre al personaje. Etimológicamente, "Samus" se refiere a una variante femenina del nombre James, y "Aran" puede venir de las Islas Aran. En una entrevista con algunos de los desarrolladores del primer juego declararon que el apellido del personaje "Aran" fue tomado de «Edson Arantes do Nascimento», el nombre de nacimiento del famoso jugador de fútbol, Pelé. En un principio Samus sería una "cazadora espacial", pero luego se decidió que fuera cazarrecompensas.

## Apariciones

### En la sagaMetroid
En Metroid, Samus tiene la tarea por parte de la Federación Galáctica de localizar a los Piratas Espaciales en el planeta Zebes. Al final del juego, se enfrentará a Mother Brain, el organismo que controla las defensas de la base pirata espacial, y debe escapar un corto periodo para evitar la autodestrucción de la base. El juego tuvo un remake titulado Metroid: Zero Mission para la Game Boy Advance.
En Metroid II: Return of Samus, la Federación Galáctica, decide enviar una vez más a Samus a una nueva misión, esta vez con el propósito de exterminar a todas las criaturas Metroids en el planeta SR388. Ella viaja profundamente en las cavernas del planeta, en donde se encuentra con la Reina Metroid. Tras derrotar a la criatura, Samus descubre una cría pequeña Metroid, a la que decide salvar. El bebé Metroid sigue a Samus a su nave, después de que se acabe pegando a ella como a una madre. El juego fue remasterizado por fans bajo el nombre AM2R (Another Metroid 2 Remake) y por Nintendo bajo el nombre Metroid: Samus Returns.
En Super Metroid, la bebé Metroid es robada por Ridley. Ella viaja de nuevo al espacio hacia la base de los Piratas espaciales reconstruida en el planeta Zebes, ubicación de la ahora totalmente crecida Metroid de Samus, donde el Cerebro Madre descubre una nueva y más poderosa forma. Ella lo derrota con la ayuda del bebe Metroid, quien se sacrifica para salvar a Samus.
En Metroid Fusion Samus vuelve, al planeta SR388, donde sufre una infección parasitaria que casi la mata. Los científicos de la Federación Galáctica logran extraer quirúrgicamente gran parte de la corrupción de su traje climático y se le inyecta el ADN del bebé Metroid para salvarla, lo que altera la apariencia de su Power Suit de forma drástica. Para evitar que los parásitos se extiendan más allá de la estación espacial de SR388 que permanece en órbita por encima de ella. Samus llega a la estación estrellándola en SR388 y logrando escapar antes de que el planeta y la estación se vaporizaran.

En Metroid: Other M, que tiene lugar entre Super Metroid y Metroid Fusion, proporciona más información sobre la personalidad de Samus y su conexión emocional tanto para el bebé como para su excomandante, Adam Malkovich, así como su relación con todos los diseños de Mother Brain, la unidad Aurora 313 y MB. El juego expande el trasfondo emocional de Samus, como su breve conexión maternal con la cría de Metroid; el profundo respeto por su ex oficial al mando y figura paterna Adam Malkovich; su disputa reavivada con Mother Brain en la forma del androide; y superando su episodio postraumático al encontrarse una vez más con su archienemigo Ridley.

Símbolo «Screw Attack», un rayo en medio de un círculo. Es el símbolo oficial utilizado en Metroid.

En Metroid Prime, Samus viaja al planeta Tallon IV, el cual contiene una colonia Chozo en ruinas y una base de piratas espaciales. Allí, descubre el Phazon, un misterioso agente mutágeno que puede alterar el material genético de un organismo. Samus es finalmente capaz de acceder a la fuente de contaminación de Phazon en el planeta, un cráter gigantesco formado de un meteorito, en donde logra derrotar a la extraña criatura que habitaba dicho cráter Metroid Prime. En Metroid Prime 2: Echoes, Samus es enviada al planeta Éter, un meteoro de Phazon ha devastado el planeta dividiéndolo en las dimensiones de luz y la oscuridad. En dicho planeta debe combatir a los Ing que son criaturas que son capaces de poseer otros organismos, y por último derrotar a su emperador. Por otro lado, se encontrará con Samus Oscura, una versión maligna de sí misma formada a partir de los restos de Metroid Prime. En Metroid Prime Hunters, Samus compite contra seis cazadores de recompensas rivales en una carrera para recuperar un arma alienígena. Y por último en Metroid Prime 3: Corruption, Samus está infectada por el Phazon por lo que empieza a ser consumida por el mutágeno, mientras que ella trabaja para evitar que se propague a otros planetas. Al final del juego, ella logra destruir la fuente original del Phazon en la galaxia, el planeta Phaaze, y derrota definitivamente a Dark Samus.
En Metroid Prime: Federation Force, la Federación Galáctica encarga a Samus que investigue la presencia de los Piratas Espaciales en el Sistema de las Bermudas y proporcione inteligencia a la Fuerza de la Federación. Sin embargo, después de que la Fuerza pierde abruptamente el contacto con ella, descubren más tarde que los Piratas la capturaron y le lavaron el cerebro para luchar contra ellos mientras estaba en su forma de Morph Ball. Después de que la Fuerza de la Federación la derrotara a regañadientes, proceden a ayudar a su flota a destruir el enorme acorazado de los Piratas antes de escapar por poco de la muerte con la ayuda de una Samus recuperada.
En Metroid Dread, la Federación Galáctica recibe un video de una fuente desconocida que muestra un Parásito X vivo en estado salvaje en el Planeta ZDR. Para investigar, envían 7 unidades EMMI (Extraplanetary Multiform Mobile Identifier). Sin embargo, después de perder el contacto con las unidades, contratan a Samus una vez más, ya que ella es el único ser en el universo inmune a la X. Al llegar a ZDR, Samus es atacada, dejada inconsciente y despojada de su equipo por un guerrero Chozo desconocido. Desde allí viaja por el planeta para llegar a su nave en la superficie, teniendo que lidiar con el casi invencible EMMI y otras amenazas en el camino.

### En otros medios

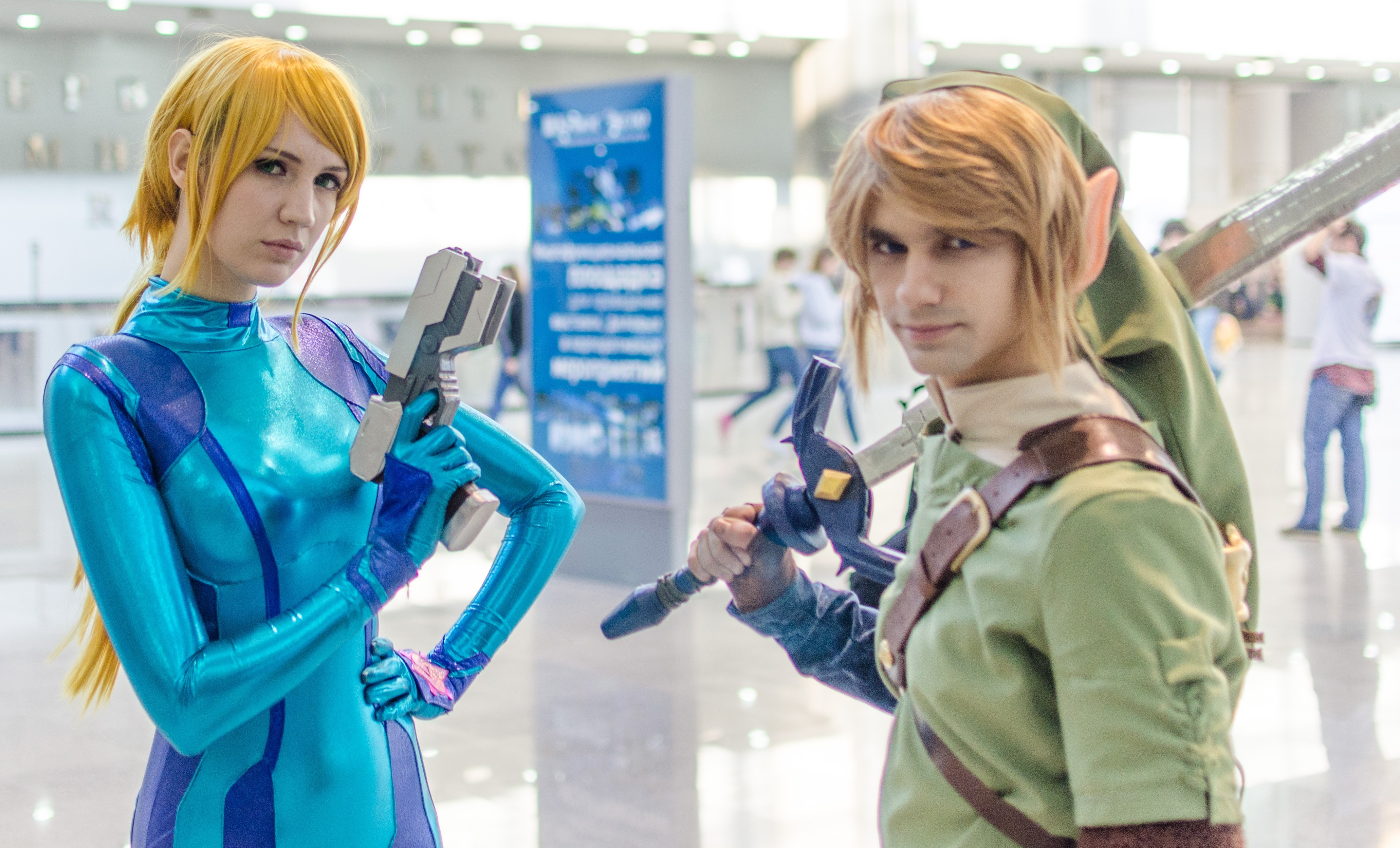
Cosplayers de Samus (saga Metroid) y Link (saga Zelda).

Samus fue presentada en una serie de historietas llamada Capitán N: Master Game, publicado por Valiant Comics en 1990, basado en la serie animada del mismo nombre. A pesar de que Samus no aparece en la versión de dibujos animados, en los cómics, Samus se muestra como una mujer temeraria, ambiciosa y ferozmente independiente. Un artículo en 1UP.com describe a Samus en el cómic Capitán N como «imprudente y alborotadora, que compite con la princesa Lana por el afecto de Kevin, lo que provoca alguna de las situaciones más divertidas de la serie». Los críticos agregaron: «No quiere decir que la mortal Samus tranquila y contemplativa, que lucha por la verdad y la justicia en los más juegos de Metroid recientes no es impresionante, pero hay algo atractivo en una Samus que es codiciosa y actúe por conveniencia y se siente orgullosa de admitirlo». También se han desarrollado comics y mangas sobre los juegos de Metroid. Samus también apareció en la serie animada MAD junto a la Princesa Peach y la Princesa Zelda en una competencia para ver si una de ellas ganara a La Mejor Princesa de los Videojuegos.
Samus es además un personaje disponible en todos los juegos en la serie Super Smash Bros. En la forma de multijugador puede usar su arsenal de armas en combate contra los otros personajes del juegos. En Super Smash Bros Brawl, al igual que Zelda con Sheik, se ofrece una forma alternativa de Samus utilizando su Zero Suit cuando ejecuta su ataque smash final. Samus Zero tiene distintos movimientos y ataques. También aparece en el Modo historia: El emisario subespacial luchando contra Ridley, acompañada por Pikachu y más tarde junto a Donkey Kong, Diddy Kong, Captain Falcon, Olimar y R.O.B y verse subir a la Falcon Flyer. Samus también realiza cameos en los juegos Tetris de NES (1989), Galactic Pinball (1995), Super Mario RPG (1996), Kirby Super Star (1996), Kirby Dream Land 3 (1997). y en Monster Hunter 4 Ultimate como DLC (2014). Fuera de la franquicia de Nintendo, Samus aparece (aunque de forma no jugable) en el juego de Nintendo 3DS Dead or Alive: Dimensiones (creado por los co-desarrolladores de Metroid Other M, Team Ninja).
Muchas figuras de coleccionista diferentes han sido producidas con Samus por diferentes fabricantes. Las primeras 4 figuras produjeron figuras de Samus en una edición de 2000 copias, todas las cuales se agotaron. Good Smile Company hizo una figura de Samus con base en su aparición en Other M. También Samus fue una de las 12 figuras originales de Amiibo en noviembre de 2014.

## Recepción
Samus ha sido generalmente bien recibida por los aficionados a los videojuegos. IGN comentó que Samus se convirtió en un objeto de culto más grande que la mayoría de los personajes femeninos de videojuegos. En el libro Videogames and Art, Andy Clarke señaló que en el Metroid original el jugador no recibe información sobre el pasado o el futuro de Samus; la única interacción que tienen con el personaje es ser ella a través del juego, mientras que se pueden obtener fragmentos de información del manual y a través del arte conceptual, y agrega: "Samus es muy raro por la intimidad del personaje obtenida únicamente a través del juego y por su estasis y luego por un cambio drástico", refiriéndose a la revelación de que ella es una mujer. La actriz y exartista marcial mixta Ronda Rousey le dijo a GameSpot en una entrevista de 2016 que "siempre quiso ser Samus" si se hace una película de Metroid.
En IGN, Samus fue elegida como el personaje más solicitado que debe tener su licencia de película propia para los usuarios del sitio web. El sitio web destacó que su trágico pasado le hace una candidata perfecta para una película, especialmente la pérdida de sus dos padres ante los Piratas Espaciales. Entre su lista de personajes votados, IGN considera Samus a ser el personaje de videojuego que "podría llevar el paquete de las adaptaciones de videojuegos que en realidad se las arreglan para vivir de acuerdo con el material de origen". El sitio web cree que la canción de Samus tema debe ser "Dude (Looks Like a Lady)" de Aerosmith, porque "pasa su tiempo dando vueltas en un traje de batalla varonil volando primero y tomando los nombres más adelante". La primera figura de Metroid de First 4 Figure que se puso en producción fue el clásico Traje Varia de Samus, vendiendose solo 2500 figuras en todo el mundo. Samus aparece en Nintendo Power como su héroe favorito en tercer lugar, citando su valentía frente a situaciones peligrosas. Samus ocupó el quinto lugar en el Top GameDaily de 10 Smash Bros. Lista de personajes. En su reseña de Super Smash Bros. para Nintendo 64, el exeditor de GameSpot, Jeff Gerstmann llamó a Samus uno de los personajes que hicieron de Nintendo "lo que es hoy". IGN clasificó a Samus como el tercer mejor personaje de Super Smash Bros. Samus apareció en varias "Batalla de personajes" en concursos de GameFAQs, ganando la "Batalla de personajes V" en 2006. En GameSpot, Samus fue una de los finalistas en su encuesta "All Time Greatest Game Hero".
La imagen de Samus en Metroid: Other M recibió reacciones mixtas. A diferencia de otros juegos de Metroid, donde Samus se aprovechó de las armas y habilidades disponibles, se desactiva la mayoría de ellos hasta que el Comandante Adam Malkovich autoriza su uso, a pesar de los usos obvios para ellos, por ejemplo, ella no se volvió en su trajes resistentes al calor Varia, que le habría permitido evitar la adopción de los daños causados por altas temperaturas habitaciones, hasta que Adán se aprobó después de haber pasado por varias salas de este tipo. Abbie G4 TV Heppe lo consideró un retrato de Samus "sexista", y escribió que ella "no es posible que ejerza la cantidad de energía que posee menos que por un hombre", y encontró que su ataque de ansiedad no puede conciliarse con sus representaciones anteriores. En The AV Club, David Wolinsky se hace eco de las dudas acerca de la inmadurez de Samus, el comportamiento petulante, y la lealtad equivocada. K. Tae Kim, de GamePro escribe que, si bien la historia y los monólogos de Samus no les obligan, "ayudó a contextualizar toda su existencia" que se desarrolló el carácter de "un ser humano real que se está usando la inmensidad del espacio para tratar de poner distancia entre ella y el pasado". Justin Haywald de 1UP.com encuentra el retrato "sin vida y aburrido" y "sin sentido".
Bob Chipman de ScrewAttack aplaudió la elaboración en el personaje de Samus. Argumenta que su crisis es una descripción exacta del trastorno de estrés postraumático y que es retratado como un personaje tridimensional, un paso adelante respecto a los fanes de larga data conceptos erróneos de Samus como "patológicamente emociones el hombre que odia a la reina de hielo". Chipman considera también que "los jugadores supuestamente iluminados y los comentaristas del juego" están haciendo suposiciones de género que "están en [la cabeza]". GamesRadar escribió que Samus de Other M, considerado un personaje fuerte protagonista femenina, como "una mujer insegura, insegura que quiere desesperadamente la aprobación de su ex [masculino] oficial al mando". KokuGamer escribió un artículo titulado "La Psicología de Samus y los roles de Adam y Ridley", defendió a Samus en Other M. Game Informer enumeró su primera en su lista de los" Top 10 tontos de 2010", citando su "terrible trasfondo" en Other M.

### Samus como heroína femenina
Craig Glenday señala lo excepcional que en Metroid, una mujer fuera protagonista de un videojuego. Viridiana López indica la importancia de que el jugador no conociera el sexo del protagonista hasta el final, mostrando “que las mujeres pueden ser tan fuertes y valientes como los hombres”. Samus como una mujer en un papel dominado por los hombres, ha sido considerada como un gran avance para los personajes femeninos de los videojuegos. Santiago Luis Navone afirma que "el juego engendraba así un personaje que escapaba de los típicos roles femeninos de los juegos (y de la narrativa mítica en general): una mujer era la protagonista de una experiencia masculina".
GameDaily considera a Samus en la industria del videojuego como "la primera mujer dominante, una fuerza fatal que no se basó en un hombre para salvarla". También aparece el descubrimiento de su género como el momento más grande en la historia de Nintendo. The Irish Times encontró refrescante saber que el protagonista de la serie, que está "bien disfrazado bajo el traje de armadura pesada", es de sexo femenino. En el libro Gaming Lives in the Twenty-First Century: Literate Connections por Gail Hawisher, Selfe Cynthia, y James Paul Gee, que escribió que Samus es quizás la mujer menos sexualizada de los videojuegos, una creencia compartida por Steve Rabin, quien en Introduction to Game Development también considera a Samus como una de las más populares mascotas de Nintendo en los videojuegos. Justin Hoeger escribió en The Sacramento Bee: "A diferencia de la mayoría de los otros personajes femeninos de videojuegos, Samus no es una rubia tonta de voz ronca en trajes de cuero ajustados sólo por el atractivo sexual. Samus es dura, silenciosa, fuertemente armada y pasa la mayor parte de su tiempo en un abultado traje de armadura de energía de alta tecnología." Ella aparece en la lista de los mejores GameDaily de las rubias en los videojuegos, descrito como uno de los protagonistas más famosos de Nintendo, así como un "curvilínea, hermosa mujer".
El Toronto Star replicó que la "política sexual" que rodeaba a Samus y la serie Metroid debía detenerse, argumentando que el "gran shock loco original para el público de los juegos" era "una energía seriamente mal utilizada". Ella "no es una mujer en beneficio de la multitud sudorosa / emocionada, y tampoco es una abanderada ni una líder valiente en la lucha por los derechos civiles de los videojuegos. Es una figura de acción sumamente talentosa, y en primer plano puedes ver su casco como si usara rímel, pero eso es todo". Rupert Goodwin de The Independent escribió: "Samus Aran [...] es aparentemente femenina, aunque el traje transformer que ella usa podría contener fácilmente un gran ciempiés; no es un gran avance para el feminismo".
Sin embargo, gran parte de la recepción de los medios de Samus provino de su atractivo físico. GameDaily clasificó séptima a Samus en una lista de los Top 50 chicas más "calientes" de los videojuegos, describiéndola como "un cambio de ritmo refrescante, una guerrera dura y sin tonterías que no tiene miedo de quitarse su famoso traje de poder naranja y amarillo y soltarse el pelo, especialmente para revelar su ropa ajustada". El sitio web también la clasificó en su número uno en la lista de los 25 mejores personajes de Nintendo de todos los tiempos. En otro artículo, aparece como arquetipo de la "heroína inteligente y sexy" como uno de sus 25 principales arquetipos de videojuegos, con Samus como un ejemplo. El sitio web UGO.com le otorga el puesto 11 a Samus en una lista de las Top 11 Girls of Gaming, octavo en la lista del Top 50 de chicas Sci-Fi más calientes, y XX en una lista de 100 mejores héroes de todos los tiempos.
Samus ha sido bien recibida por la comunidad de videojuegos. En 2001, IGN comentó que Samus tiene un culto mayor que la mayoría de los otros personajes femeninos de videojuegos. UGO.com señaló que el original "asombroso momento" fue cuando Samus se reveló como una mujer en el Metroid original, un momento que lo Game Informer considera como el mayor giro en los juegos de vídeo. Ranker.com su top 25 puso en el puesto 7 de los mejores giros de trama en los videojuegos. GameTrailers nombró a Samus la número uno en una lista de los Top Ten de las mujeres de juegos, y el número tres entre los mejores Axe Ten de Chicas Gamer. IGN clasificó a Samus como el tercer mejor personaje veterano de Super Smash Bros. En 2013, Complex nombró a samus como el tercer soldado más grande en videojuegos, así como el undécimo personaje más duro de todos los tiempos y la heroína más grande en la historia de los videojuegos.